# Espera Feliz
Espera Feliz is een gemeente in de Braziliaanse deelstaat Minas Gerais. De gemeente telt 21.612 inwoners (schatting 2009).

## Aangrenzende gemeenten
De gemeente grenst aan Alto Caparaó, Caiana, Caparaó, Carangola, Divino en Dores do Rio Preto (ES).

## Verkeer en vervoer
De plaats ligt aan de weg BR-482.